# Vườn quốc định Shokanbetsu-Teuri-Yagishiri
Vườn quốc định Shokanbetsu-Teuri-Yagishiri (暑寒別天売焼尻国定公園 Shokanbetsu-Teuri-Yagishiri Kokutei Koen ?) là một Vườn quốc gia dự kiến nằm ở Hokkaidō, Nhật Bản.  Nó có diện tích 435,59 km vuông bao gồm các khu vực tự nhiên của núi Mashike, vùng đất ngập nước Uryū, hai hòn đảo Teuri và Yagishiri.